# Vittorio Guerrieri
Vittorio Guerrieri est un comédien de doublage italien né le 23 décembre 1958 à Rome.

## Biographie
Vittorio Guerrieri fait sa principale apparition dans un film en 1977, dans Une journée particulière (Una giornata particolare), d'Ettore Scola aux côtés de Sophia Loren et Marcello Mastroianni. L'essentiel de son activité est cependant consacré au doublage. Il prête sa voix à Ben Stiller dans plusieurs films, et à John Schneider dans le film Hazzard 20 anni dopo.
À la télévision, il double l'acteur américain Matthew Fox dans la série télévisée Lost : Les Disparus et Jason Bateman dans les trois saisons d'Arrested Development. Il prête sa voix aux personnages de Harm dans la série télévisée JAG, de Scott Baio dans Charles s'en charge et de Wesley Wyndam-Pryce dans Buffy contre les vampires et sa série dérivée Angel.
Il a également doublé des dessins animés. Il est la voix de Squit dans Animaniacs, Shiro, dans Jeanne et Serge, de Mark Landers dans Captain Tsubasa, de Kamina, dans Gurren Lagann, du professeur Palladium dans Winx Club et Freakazoid!, protagoniste de la série animée du même nom.
Le 13 juin 2006, il participe, à Rome, aux côtés des comédiens de doublage Massimiliano Alto (doublage de Charlie Pace) et Daniela Calò (doublage de Kate Austen), à une rencontre avec les spectateurs de la série Lost : Les Disparus, à laquelle participe également Damon Lindelof, un des créateurs de la série.

## Vie privée
Vittorio Guerrieri est marié à la comédienne de doublage Roberta Greganti.

## Filmographie
- 1970 : I racconti di Padre Brown, épisode La croce azzurra : le garçon avide[3].
- 1977 : Une journée particulière d'Ettore Scola : Umberto

## Doublage

### Divers

#### Bandes annonces
- L'inventore di favole - Shattered Glass[36]
- Nel mio amore
- Quo vadis, baby?[36]

#### Publicités
- Bolt
- L'Oreal Men Expert (Matthew Fox)
- Nestea
- Opel Corsa Euro 4

### Directions artistiques
- Better Off Ted
- Bored to Death
- Countdown
- Flics
- Il killer delle vergini
- Mandrake
- Ninì
- South of Nowhere